# USS ABSD-2
L'USS ABSD-2, plus tard rebaptisé AFDB-2, était un grand dock flottant auxiliaire  à dix sections, non automoteur, de l'US Navy.Advance Base Sectional Dock-2 (Auxiliary Floating Dock Big-2) a été construit en sections en 1942 et 1943 par la Mare Island Naval Shipyard à Vallejo, en Californie, pendant la Seconde Guerre mondiale. Avec les neuf sections jointes, elle mesurait 283 m de long, 8,50 m de profondeur (de la quille au pont du puits) et avec une largeur intérieure libre de 40,50 m. ABSD-2 avait une grue mobile d'une capacité de 15 tonnes avec un rayon de 25,90 m et deux barges de soutien ou plus. Les deux parois latérales étaient rabattues pendant le remorquage pour réduire la résistance au vent et abaisser le centre de gravité. ABSD-2 avait six cabestans pour la traction. Il y avait également quatre compartiments de ballast dans chaque section,.

## Seconde Guerre mondiale
L'Auxiliary floating dock ABSD-2 est parti le 2 mai 1944 et a traversé l'océan Pacifique en convois. Les dix sections sont arrivées le 22 juin 1944, puis ont été réassemblées à la base navale d'Espiritu Santo, Nouvelles-Hébrides (aujourd'hui Vanuatu), dans l'océan Pacifique Sud. Une fois assemblé le 13 septembre 1944, ABSD-2 a été déplacé pour une opération au Seeadler Harbor (île Manus), dans les îles de l'Amirauté dans l'archipel Bismarck. L'USS ABSD-4 a également travaillé au port de Seeadler pendant la guerre.
ABSD-2 a réparé les grands navires de l'US Navy et de la Royal Navy pendant la Seconde Guerre mondiale. Capable de soulever 90 000 tonnes, il pouvait soulever de gros navires tels que des porte-avions, des cuirassés, des croiseurs et de grands navires auxiliaires, hors de l'eau pour réparation sous la ligne de flottaison du navire et pouvait également réparer plusieurs petits navires en même temps. Les navires utilisés en permanence pendant la guerre doivent être réparés à la fois contre l'usure et contre les dommages de guerre causés par les mines navales et les torpilles. Les gouvernails et les hélices sont mieux entretenus sur les cales sèches. Sans ABSD-2 et ses navires jumeaux dans des endroits éloignés, des mois pourraient être perdus dans les navires retournant à un port d'attache pour réparation. ABSD-2 avait des provisions pour l'équipe de réparation, comme des lits superposés, des repas et de la lessive. ABSD-2 avait des centrales électriques, des pompes de ballast, des ateliers de réparation, des ateliers d'usinage et des réfectoires pour être autonomes. ABSD-2 disposait de deux grues mobiles sur rail capables de soulever des tonnes de matériaux et de pièces pour retirer les pièces endommagées et installer de nouvelles pièces.

### Certains des navires réparés
- Le cuirassé USS Mississippi (BB-41) le 12 octobre 1944.
- Le destroyer USS Claxton (DD-571), de classe Fletcher, le 2 décembre 1944. Il entré dans ABSD-2 pour réparation après une attaque kamikaze qui l'a endommagée au large de Leyte le 1er novembre 1944[4].
- Le croiseur USS Canberra (CA-70), de classe Baltimore, après une attaque à la torpille aérienne le 13 octobre 1944.
- Le destroyer USS Killen (DD-593), de classe Fletcher, avec des dommages kamikaze à la suite d'une attaque au large de Leyte le 1er novembre 1944.
- L'USS Sumter (APA-52), un transport d'attaque de classe Sumter, le 15 février 1945 pour des réparations normales[5].
- L'USS Trinity (AO-13), un ravitailleur en carburant Patoka, était dans sa cale sèche du 11 avril au 18 avril 1945 pour des réparations normales car il était en utilisation continue pendant la guerre[6].
- L'USS Iowa  (BB-61) en 1945 avant de retourner aux États-Unis pour un radoub. En raison du tirant d'eau de l'Iowa de 11,33 m à pleine charge, les cuirassés ont dû décharger une grande partie de leurs munitions et de leur mazout avant d'entrer en cale sèche.
- L'USS Houston (CL-81) et L'USS Reno (CL-96), endommagés par torpille ont été réparées en même temps le 8 janvier 1945.

## Attaque sur l'ABSD-2
Vers la fin de la guerre, le 22 avril 1945 à 14 h, un chasseur-bombardier japonais Mitsubishi A6M piloté par Shimbo, avec l'enseigne Chuhei Okubo dans le deuxième siège, survola le port de Seeadler à 14 000 pieds. Ils ont vu ce qu'ils pensaient être deux "porte-avions", mais étaient en fait des cales sèches flottantes vides ABSD-2 et ABSD-4. Le 27 avril 1945 à 23 h 15 un bombardier-torpilleur Nakajima B5N piloté par Takahashi largua une torpille aérienne. Il a heurté l'un des réservoirs du ponton de la section G, endommageant la cale sèche. La section a été réparée et remise en service.
Après la guerre ABSD-2 a été mis hors service en janvier 1947.

## Après la guerre
Cinq des sections ABSD-2, A, B, C, E, F, G et I ont été éliminées de diverses manières en 1990.
- Les sections A et G ont été vendues à la casse le 13 juillet 1990.
- Les sections B et C ont été éliminées à l'appui d'un exercice d'entraînement de la flotte le 13 juillet 1990.
- La section D a été reclassée en tant que navire divers IX-522 le 16 août 1996 et est actuellement mise à disposition de NAVSEA en tant que navire inactif au bureau de maintenance sur site de Pearl Harbor. En septembre 2020, il a été mis en vente en tant qu'inventaire excédentaire[8].
- La section F a été reclassée en tant que navire divers IX-524 le 19 juillet 1990, actuellement disposée au Pacific Missile Range Facility à Kauai, Hawai.
- Les sections E et I ont été vendues par le DLA Disposition Services (en) (DRMS) pour réutilisation et conversion le 13 juillet 1990.
- La section H a été reclassée navire divers IX-535 le 10 octobre 2002 et est actuellement mise à disposition au Naval Sea Systems Command (en) (NAVSEA) en tant que navire inactif au bureau de maintenance sur site d" Pearl Harbor.
- La section J a été éliminée à l'appui de l'exercice d'entraînement de la flotte le 13 juillet 1990.

## Décoration
- American Campaign Medal
- Asiatic-Pacific Campaign Medal
- World War II Victory Medal
- National Defense Service Medal

## Galerie

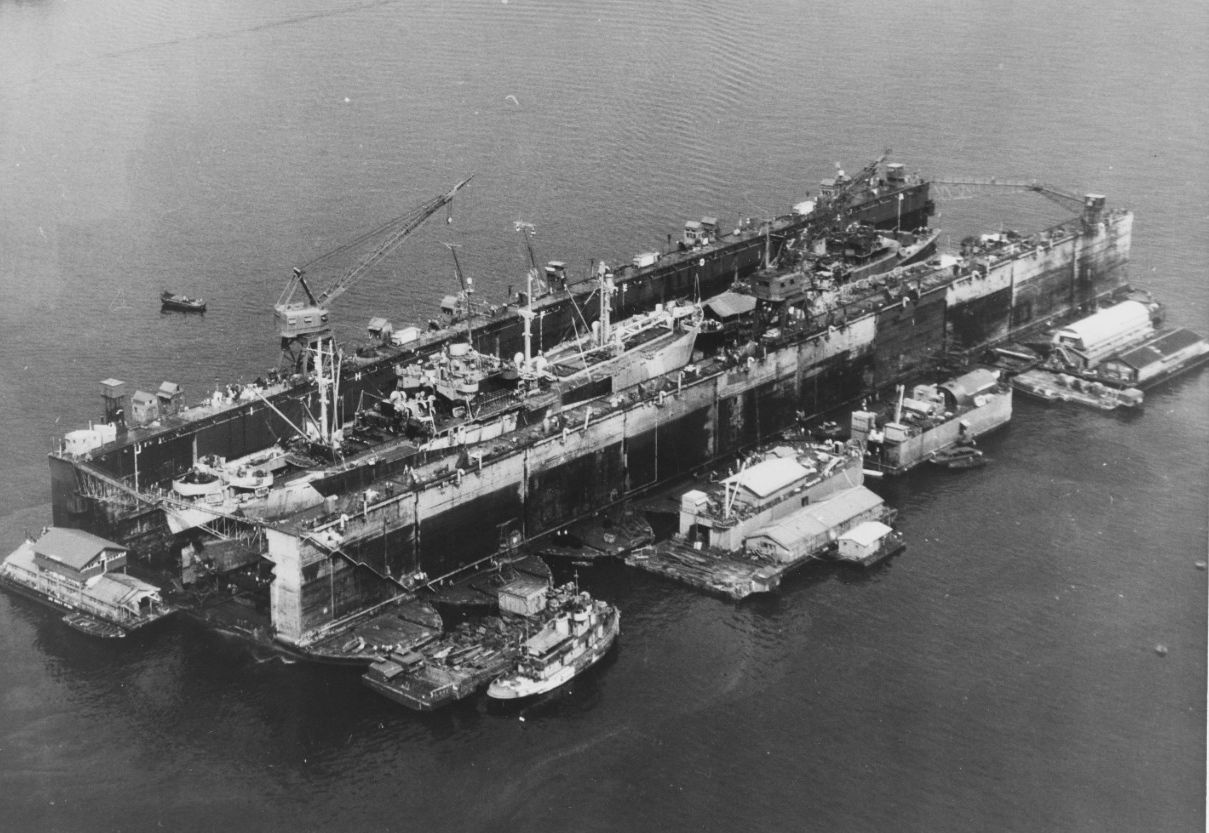
USS ABSD-2 à Seeadler Harbor en 1945
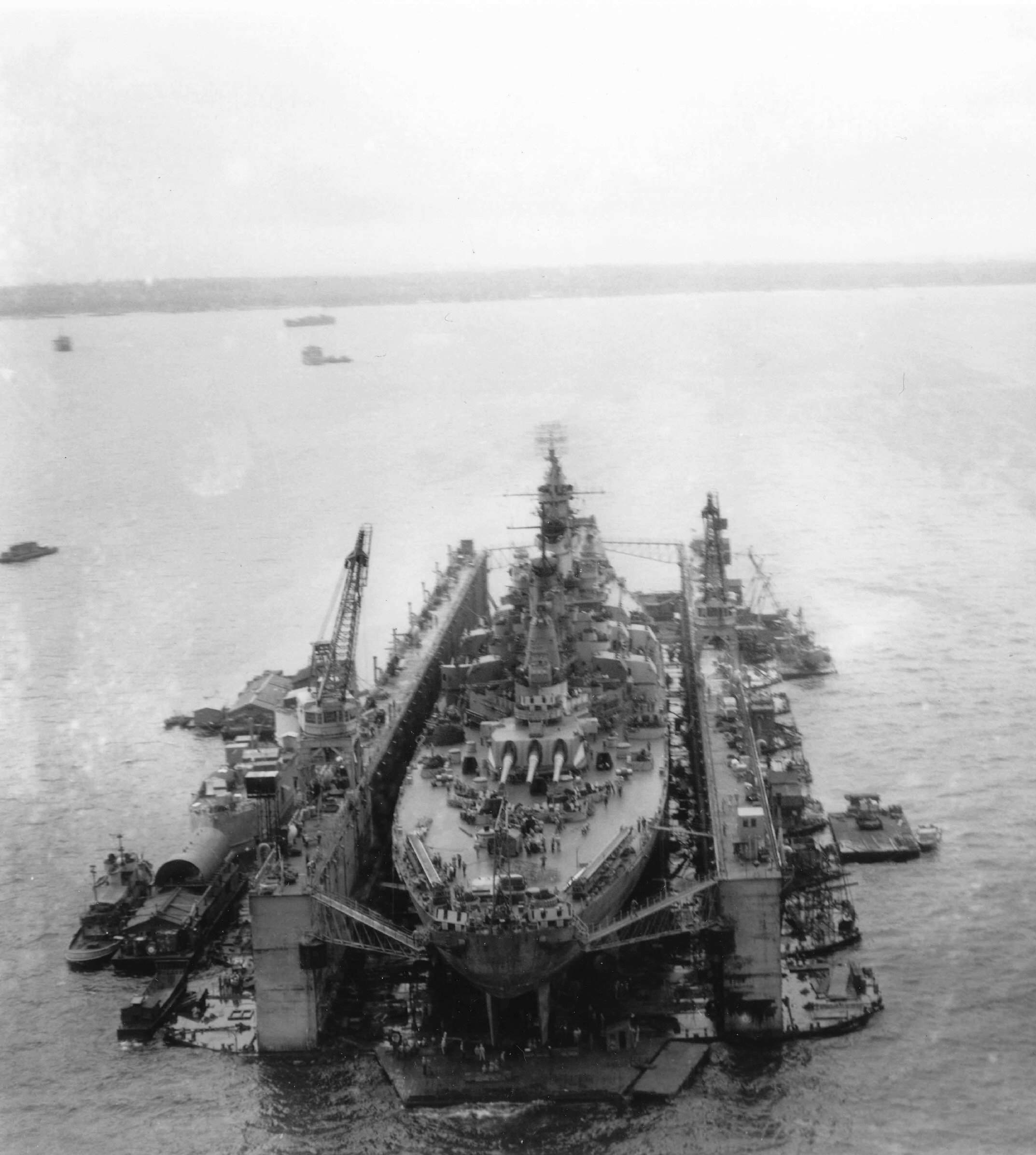
USS Iowa sur ABSD-2 aux îles de l'Amirauté en 1945
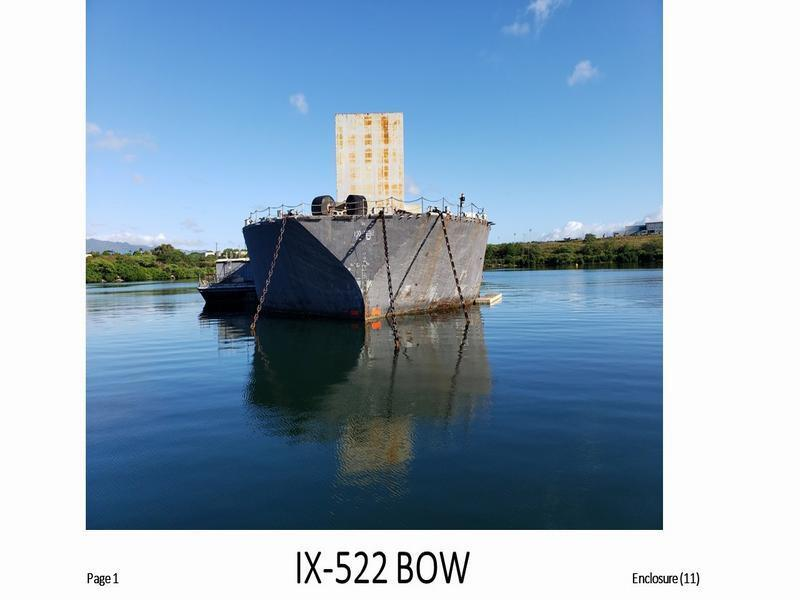
Section D (IX-522) à Pearl Harbor

### Liens connexes
- Base navale d'Espiritu Santo
- Liste des navires auxiliaires de l'United States Navy
- Théâtre du Pacifique de la Seconde Guerre mondiale